# ビッグ・チーフ
ビッグ・チーフ（Big Chief）は、プロフェッサー・ロングヘアがレコーディングした楽曲である。1965年2月にニューオーリンズのウォッチ・レコードより、シングル盤としてリリースされた。アール・キングが作詞作曲をした楽曲であるが、シングル盤にはユーリス・ゲインズとワーデル・カゼアがソングライターとしてクレジットされている。

## 概要
軽快に転がるようなピアノの演奏に乗せて口笛で最初の旋律が奏でられ、ネイティヴ・アメリカンのピジン言語を模倣した歌詞で歌われる。キングはここでヴォーカルを担当している。この曲はニューオーリンズで人気となり、ドクター・ジョンをはじめとする地元出身のミュージシャンによって演奏されるようになった。その後、地元の多くのブラスバンドやミュージシャンの主要レパートリーとなっている。シングル盤は全米ヒットになったわけではないものの、ニューオーリンズ地域では、特にマルディグラの季節を中心にリリース後何年もに渡り販売された。
キングはこの曲をまだ学校に通っていた頃に書き、プロフェッサー・ロングヘア（フェス）のレコーディング・セッションの際に思い出した。アレンジはワーデル・カゼアが担当。フェスは当初小編成のアンサンブルを希望したものの、カゼア、キング、およびレコーディングに参加したドラマーのスモーキー・ジョンソンは11人から15人程度のホーン・セクションを入れるように彼に進言した。

## 背景
この曲は、アフリカ系アメリカ人の重要な伝統文化であるマルディグラ・インディアンのグループについて歌っている。ニューオーリンズのマルディグラ・インディアン・ギャングのインディアン・ネイションには、ワイルド・マグノリアス、ゴールデン・イーグルスを始めいくつかのギャング（トライブ）が存在する。マルディグラ・インディアンのギャングは20世紀初頭から存在している。彼らはマルディグラの日、スーパー・サンディ（聖パトリックの祝日の直前の日曜日）、その他のコミュニティの集まりの際にはそれぞれのオリジナルの楽曲を歌い、ダンスをする。マルディグラ・インディアンの伝統文化「マスキング」（フル・コスチュームに身を包み、通りをパレードすること）においては、「ビッグ・チーフ」、「スパイ・ボーイ」、「フラッグ・ボーイ」その他いくつかの役割分担が重要な地位を占める。これらの役割はこの曲を始め、「Jock-O-Mo」(「Iko Iko」)、「My Indian Red」など多くのニューオーリンズの楽曲で触れられている。
最初にインディアン・ギャングを結成したアフリカ系アメリカ人は、南北戦争以前の時代に逃げ出した奴隷たちをかくまったネイティヴ・アメリカンのトライブに敬意を表する意味でそれを始めたと言われている。マルディグラ・インディアンたちは、羽根が付いた頭飾りと複雑なビーズ細工が特徴的な手の込んだ手作りのコスチュームを装着する。

## 参加ミュージシャン
「Blues Discography 1943 - 1970 Later Years (2nd Edition)」によると、レコーディングにはフェス本人を含め、10管のホーン・セクションを含む16人編成のバンドが参加した。リード・ヴォーカルはフェスではなく、ソングライターのアール・キングがとっている。
- プロフェッサー・ロングヘア Professor Longhair - ピアノ
- アール・キング Earl King - ボーカル
- クライド・カー Clyde Kerr - トランペット
- エディ・ナッシュ Eddie Nash - トランペット
- ウォーレン・ボークス Warren Bokes - トロンボーン
- ウェンデル・ユージン Wendell Eugene - トロンボーン
- ウォルドロン・ジョセフ Waldron Joseph - トロンボーン
- ウォーレン・ベル Warren Bell - アルト・サクソフォーン
- クラレンス・フォード Clarence Ford - アルト・サクソフォーン
- マニュエル・クラスト Manuel Crusto - テナー・サクソフォーン
- ナット・ペリリアット Nat Perilliat - テナー・サクソフォーン
- カール・ブルイン Carl Bluin - バリトン・サクソフォーン
- マック・レベナック Mac Rebennack - ギター
- カーティス・ミッチェル Curtis Mitchell - ベース
- スモーキー・ジョンソン Smokey Johnson - ドラムス
- シドニー・カゼア Sydney Quezergue - パーカッション

## 主なカバー・バージョン
| 年     | アーティスト名                     | 収録アルバム                      |
| ------ | ---------------------------------- | --------------------------------- |
| 1972年 | ドクター・ジョン                   | 『Dr. John's Gumbo』              |
| 1979年 | ロニー・バロン                     | 『Blue Delicacies』               |
| 1984年 | ネヴィル・ブラザーズ               | 『Neville-ization』               |
| 1989年 | ジョン・クリアリー                 | 『Alligator Lips and Dirty Rice』 |
| 1989年 | サブデューズ                       | 『The Subdudes』                  |
| 1990年 | ワイルド・マグノリアス             | 『I'm Back … At Carnival Time!』  |
| 1991年 | アート・ネヴィル                   | 『Key To The Crescent City』      |
| 1992年 | ミーターズ                         | 『The Meters Jam』                |
| 2002年 | ダーティー・ダズン・ブラス・バンド | 『Medicated Magic』               |

### サンプリング
リリー・アレンは、デビュー・アルバム『Alright, Still』収録の「Knock ‘Em Out」でこの曲をサンプリングして使用している。